# Кемпсько (Любуське воєводство)
Кемпсько (пол. Kępsko, нім. Schönborn) — село в Польщі, у гміні Свебодзін Свебодзінського повіту Любуського воєводства.
Населення — 124 особи (2011).
У 1975-1998 роках село належало до Зеленогурського воєводства.

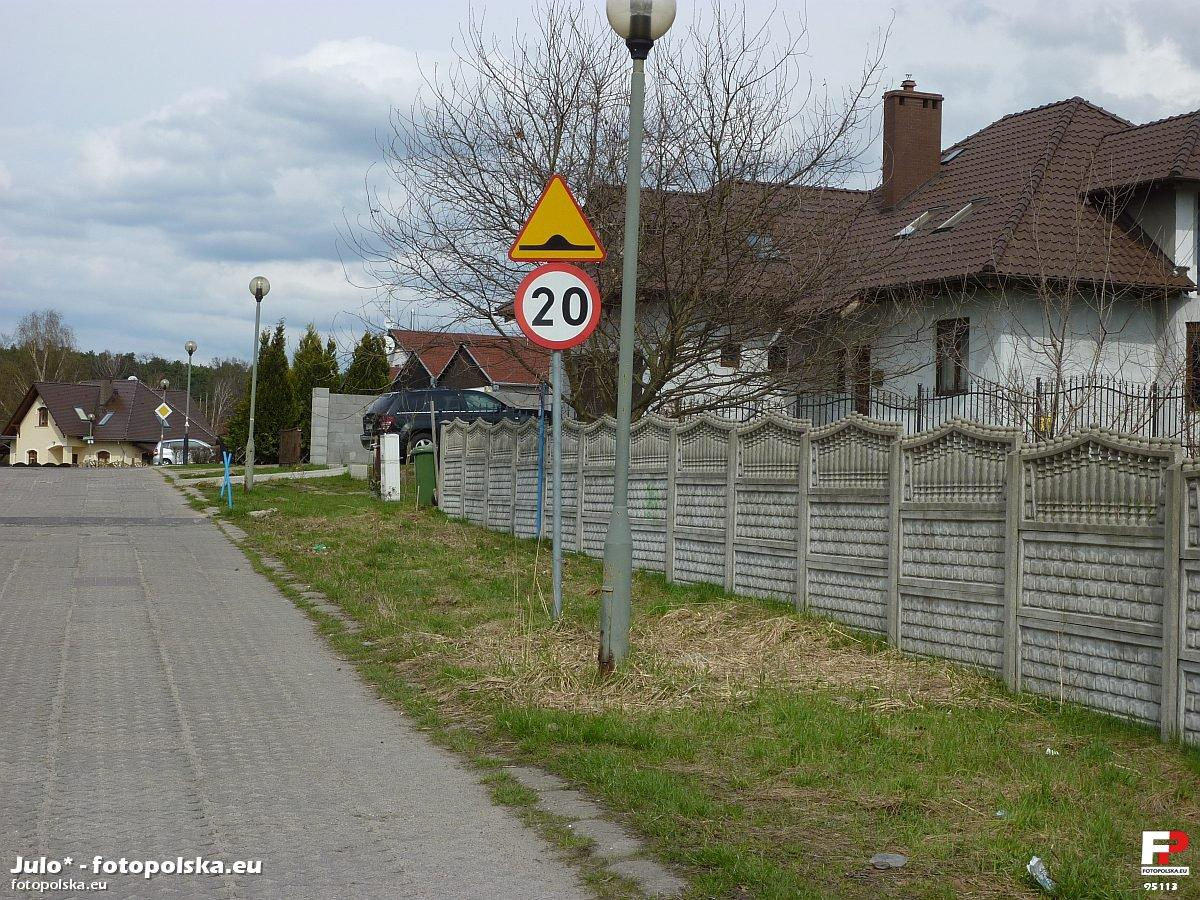
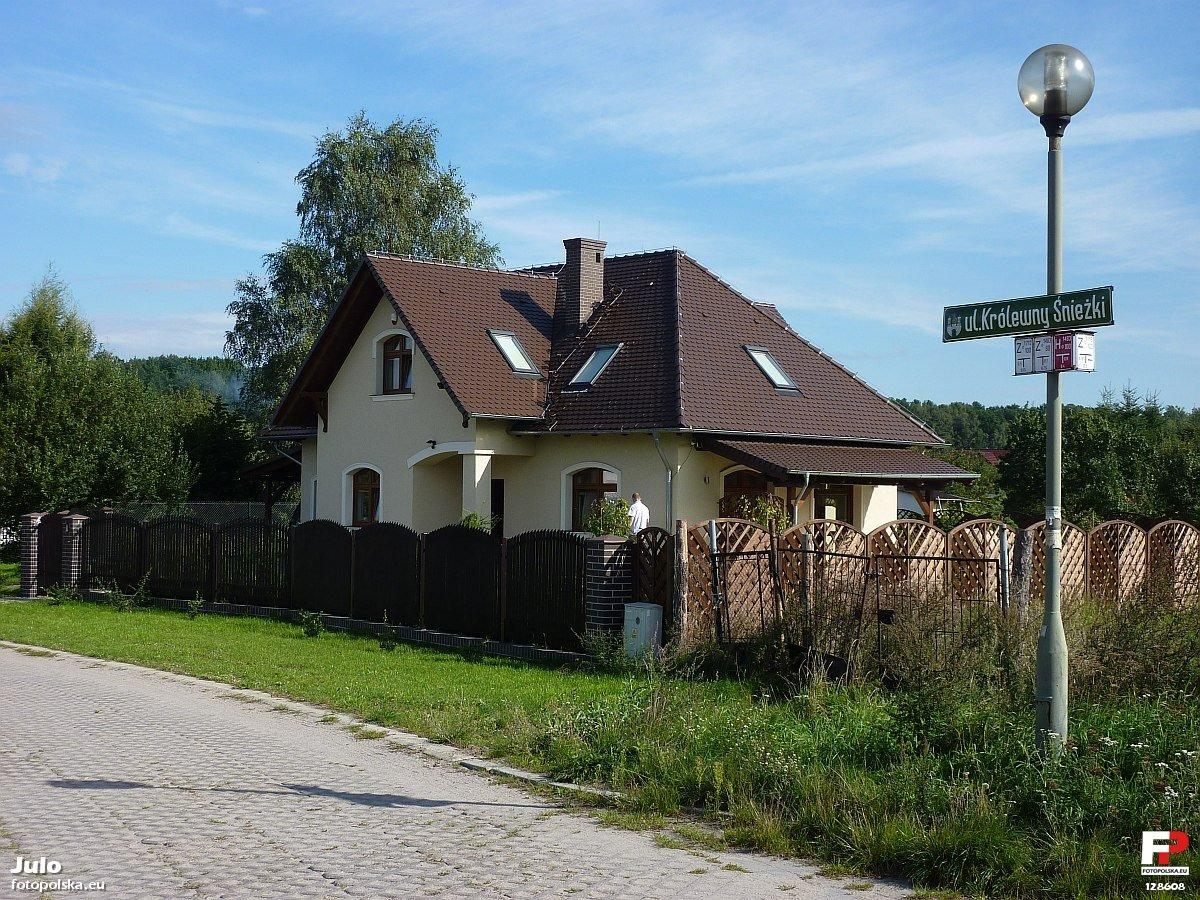
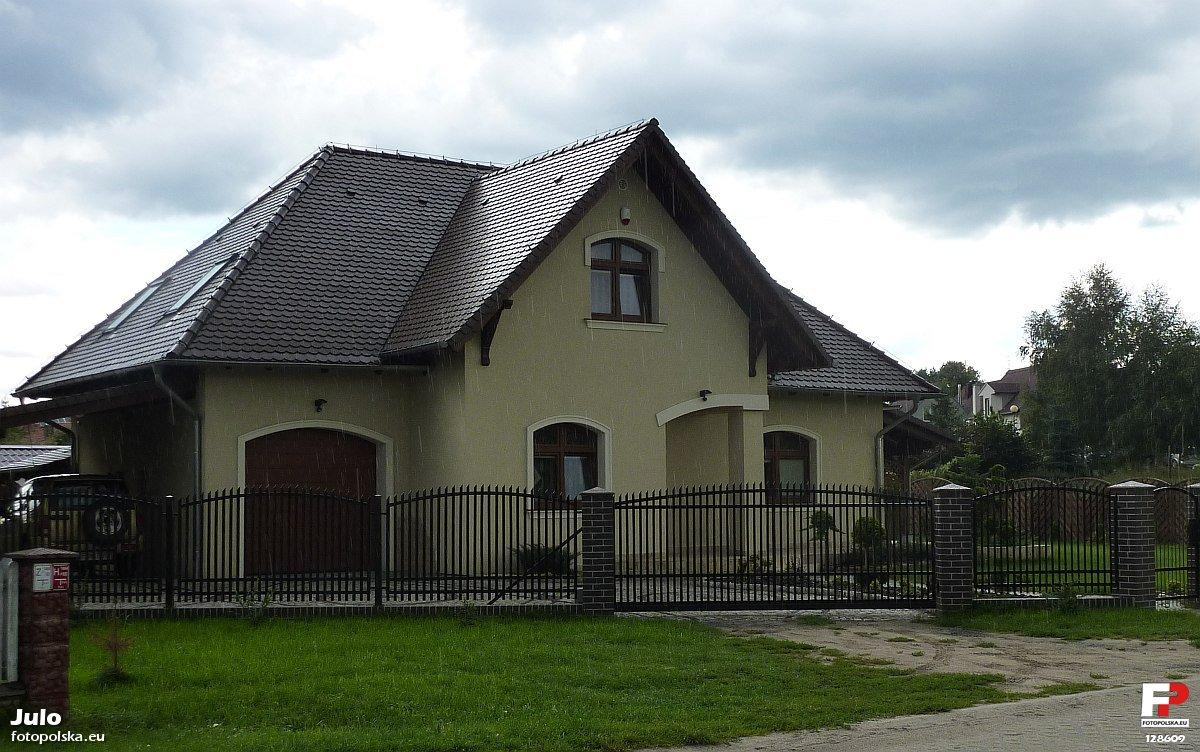

## Демографія
Демографічна структура станом на 31 березня 2011 року:
|          | Загалом | Допрацездатний вік | Працездатний вік | Постпрацездатний вік |
| -------- | ------- | ------------------ | ---------------- | -------------------- |
| Чоловіки | 65      | 18                 | 42               | 5                    |
| Жінки    | 59      | 14                 | 34               | 11                   |
| Разом    | 124     | 32                 | 76               | 16                   |